# Liste der Monuments historiques in Gençay
Die Liste der Monuments historiques in Gençay führt die Monuments historiques in der französischen Gemeinde Gençay auf.

## Liste der Bauwerke
| Bezeichnung               | Beschreibung                                      | Standort                 | Kennzeichnung | Schutzstatus | Datum | Bild           |
| ------------------------- | ------------------------------------------------- | ------------------------ | ------------- | ------------ | ----- | -------------- |
| Hôtel des Trois-Marchands | Erbaut in der zweiten Hälfte des 15. Jahrhunderts | 8 place du Marché (Lage) | PA00105805    | Inscrit      | 1991  |                |
| Burgruine                 | Erbaut im 13. Jahrhundert                         | (Lage)                   | PA00105459    | Classé       | 1840  | weitere Bilder |
| Logis de La Briauderie    | Herrenhaus, erbaut im 15./16. Jahrhundert         | (Lage)                   | PA00105460    | Inscrit      | 1969  |                |